# 安卡斯
安卡斯是葡萄牙阿威罗区的一个堂区。总面积6.34平方公里，总人口757人，人口密度119.4人/平方公里。